# Followed the Waves
Followed the Waves è il primo singolo tratto dall'album di debutto di Melissa Auf der Maur, pubblicato nel 2004.

## Il brano
Come gli altri brani dell'album è stato scritto da Melissa Auf der Maur in un periodo di dieci anni dal 1994 al 2004. Si trova sulla seconda traccia dell'album. 
Il singolo include come B-side Good News, il primo brano mai scritto da Melissa. Si è classificato al 32º posto nella classifica Modern Rock Tracks negli Stati Uniti e al 35º posto nella Official Singles Chart nel Regno Unito.

## Video
Nel video musicale, diretto da Jesse Peretz, appare Melissa che esegue il brano con la sua band, circondata da tre chitarristi, alternata ad immagini di un veliero che naviga durante una tempesta. Durante il video appare anche uno sfondo arancio, simile a quello della copertina dell'album.

## Tracce
CD singolo UK
1. Followed the Waves – 4:48
2. Good News – 4:21

CD singolo EU
1. Followed the Waves – 4:48
2. Good News – 4:21
3. My Foggy Notion (Demo) – 4:13

CD maxi singolo USA
1. Followed the Waves – 4:48
2. Good News – 4:21
3. Followed the Waves (Video)

Vinile 7" UK
1. Followed the Waves – 4:48
2. Good News – 4:21

## Formazione
Hanno partecipato alle registrazioni, secondo le note dell'album:

### Musicisti
- Melissa Auf der Maur – voce, basso, chitarra, tastiere
- Josh Homme – chitarra
- Brant Bjork – batteria
- Chris Goss – chitarra
- Jordon Zadorozny – chitarra

### Tecnici
- Chris Goss – produzione, ingegneria del suono
- Melissa Auf der Maur – produzione
- Joè Barres – coproduzione
- Martin Schmelzle – ingegneria del suono
- Matt Mahaffey – ingegneria del suono, missaggio (in Good News)
- Jordon Zadorozny – ingegneria del suono (in My Foggy Notion)
- Ben Grosse – missaggio

## Classifiche
| Classifica (2004)         | Posizione massima |
| ------------------------- | ----------------- |
| Regno Unito               | 35                |
| Stati Uniti (alternative) | 32                |
| Stati Uniti (hot singles) | 54                |